# 克里特海

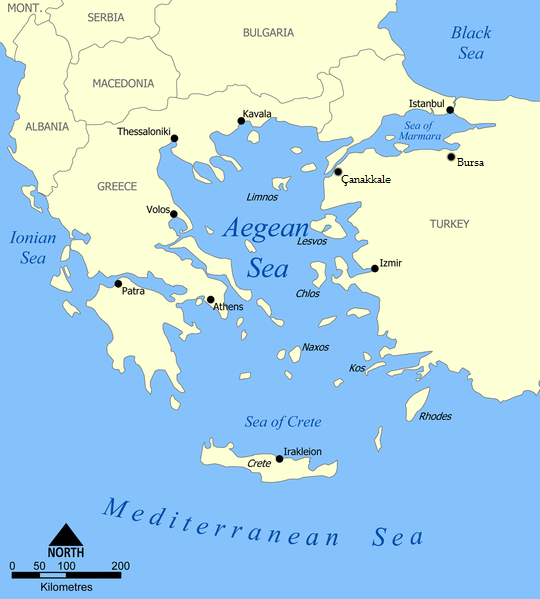
图中“Sea of Crete”

克里特海（希臘語：Κρητικό Πέλαγος）是地中海及愛琴海的一個海，北臨基克拉泽斯群岛，東接佐澤卡尼索斯群島的卡尔帕索斯岛和卡索斯島，南毗克里特島，西鄰基西拉島和安迪基西拉岛。